# جوناثان د. موريس
جوناثان د. موريس (بالإنجليزية: Jonathan D. Morris)‏ هو محامي وسياسي أمريكي، ولد في 8 أكتوبر 1804 في الولايات المتحدة، وتوفي في 16 مايو 1875 في كونرسفيل في الولايات المتحدة. حزبياً، نشط في الحزب الديمقراطي. وقد انتخب عضو مجلس النواب الأمريكي.